# Krystian Pearce
Krystian Mitchell Victor Pearce (Birmingham, 5 gennaio 1990) è un calciatore inglese naturalizzato barbadiano, difensore dell'Alvechurch e della nazionale barbadiana.

## Carriera

### Club
Ad eccezione di due presenze nella seconda divisione inglese con la maglia del Peterborough United nella stagione 2009-2010, ha sempre giocato nelle serie minori del campionato inglese.

### Nazionale
Dopo aver giocato con le nazionali giovanili inglesi Under-17 e Under-19, nel 2018 accetta la chiamata della nazionale barbadiana, con la quale esordisce il 6 settembre giocando l'incontro pareggiato 2-2 contro la Guyana, valido per le qualificazioni alla CONCACAF Nations League 2019-2020.

## Statistiche

### Cronologia presenze e reti in nazionale
| Cronologia completa delle presenze e delle reti in nazionale ― Barbados | Cronologia completa delle presenze e delle reti in nazionale ― Barbados | Cronologia completa delle presenze e delle reti in nazionale ― Barbados | Cronologia completa delle presenze e delle reti in nazionale ― Barbados | Cronologia completa delle presenze e delle reti in nazionale ― Barbados | Cronologia completa delle presenze e delle reti in nazionale ― Barbados | Cronologia completa delle presenze e delle reti in nazionale ― Barbados | Cronologia completa delle presenze e delle reti in nazionale ― Barbados |
| Data                                                                    | Città                                                                   | In casa                                                                 | Risultato                                                               | Ospiti                                                                  | Competizione                                                            | Reti                                                                    | Note                                                                    |
| ----------------------------------------------------------------------- | ----------------------------------------------------------------------- | ----------------------------------------------------------------------- | ----------------------------------------------------------------------- | ----------------------------------------------------------------------- | ----------------------------------------------------------------------- | ----------------------------------------------------------------------- | ----------------------------------------------------------------------- |
| 6-9-2018                                                                | Leonora                                                                 | Guyana                                                                  | 2 – 2                                                                   | Barbados                                                                | CONCACAF Nations League 2019-2020 - Qualificazioni                      | -                                                                       |                                                                         |
| 13-10-2018                                                              | San Salvador                                                            | El Salvador                                                             | 3 – 0                                                                   | Barbados                                                                | CONCACAF Nations League 2019-2020 - Qualificazioni                      | -                                                                       |                                                                         |
| 25-3-2021                                                               | Santo Domingo                                                           | Panama                                                                  | 1 – 0                                                                   | Barbados                                                                | Qual. Mondiali 2022                                                     | -                                                                       |                                                                         |
| 30-3-2021                                                               | Santo Domingo                                                           | Barbados                                                                | 1 – 0                                                                   | Anguilla                                                                | Qual. Mondiali 2022                                                     | -                                                                       |                                                                         |
| 4-6-2021                                                                | Santo Domingo                                                           | Rep. Dominicana                                                         | 1 – 1                                                                   | Barbados                                                                | Qual. Mondiali 2022                                                     | -                                                                       |                                                                         |
| 2-7-2021                                                                | Fort Lauderdale                                                         | Bermuda                                                                 | 8 – 1                                                                   | Barbados                                                                | Qual. Gold Cup 2021                                                     | -                                                                       | 73’                                                                     |
| Totale                                                                  |                                                                         | Presenze                                                                | 6                                                                       |                                                                         | Reti                                                                    | 0                                                                       |                                                                         |